# Литературный некрополь
Литературный некрополь — небольшой участок в Воронеже, на котором находятся могилы поэта Алексея Васильевича Кольцова и его родственников, поэта Ивана Саввича Никитина и писательницы Елизаветы Митрофановны Милицыной. Он находится на углу улиц 20-летия Октября и Моисеева.

## История

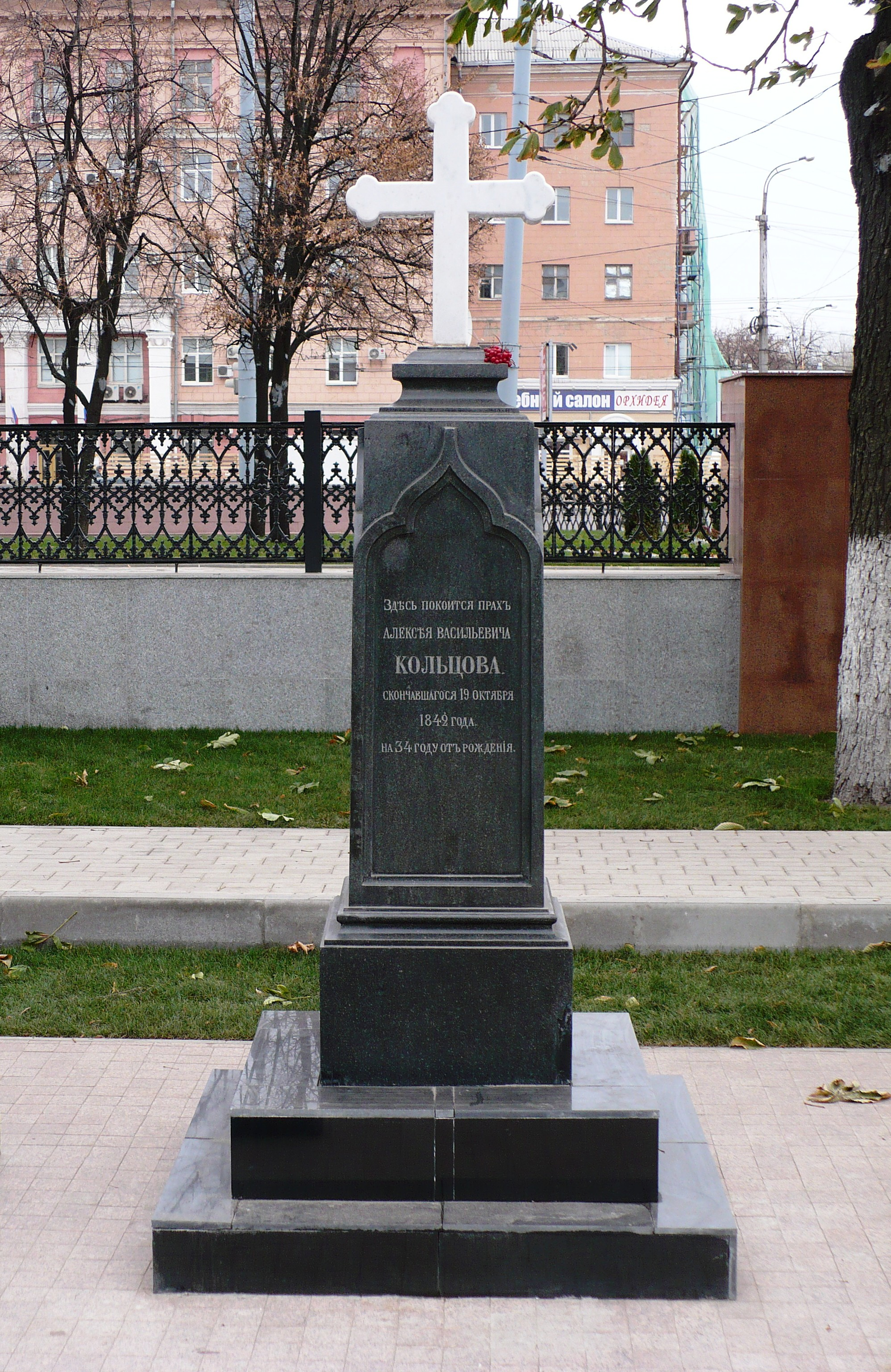
Надгробный памятник на могиле А.В. Кольцова в 2009 году (после реконструкции Литературного некрополя)

Ранее литературный некрополь был частью бывшего Митрофановского (Новостроящегося) кладбища, которое было уничтожено в 1970-е гг., а на его территории построено здание воронежского цирка.
Вначале появилась могила Алексея Кольцова, на которой сейчас установлен памятник из чёрного камня. Этот памятник является вторым памятником на могиле, воздвигнутым через 25 лет после смерти поэта. Справа лежат две чугунные плиты, установленные на могилах отца и матери Алексея Кольцова. Рядом с могилой поэта находится могила его сестры Анисьи Семёновой, похороненной рядом в 1847 году.
На лицевой стороне памятника выбиты слова:
Здесь покоится прах Алексея Васильевича Кольцова, скончавшегося 19 октября 1842 года на 34 году от рождения
.
Однако в надписи, которая делалась по памяти (первый памятник уже убрали) допущена ошибка, поскольку поэт скончался не 19, а 29 октября.
Неподалёку находится памятник И. С. Никитину, установленный на могиле поэта в 1863 году на народные средства. Памятник изваяли в мастерской братьев Ботта в Санкт-Петербурге; проект создал архитектор М. Ф. Петерсон. Памятник представляет собой вертикальную плиту из белого каррарского мрамора, на которой выбит в овале барельеф поэта, окруженный кусающей свой хвост змеёй (символ бесконечности).
Под барельефом выбиты дата сооружения — MDCCCLXIII — римскими цифрами, посвящение — «Никитину» и подпись: «Почитатели таланта и друзья». Венец памятника имеет украшение в виде лавровых листьев. На плите выбиты и слова (с ошибкой в отчестве поэта):
Иван Савич Никитин. Родился 21 сентября 1824 г. Скончался 16 октября 1861 г. в Воронеже
На надгробии нанесены также строки из произведений Никитина «Вырыта заступом яма глубокая…» и «Кулак».
В некрополе расположена также могила писательницы Е. М. Милицыной с надгробием в виде саркофага, установленным в 1955 году. Памятник был изготовлен мастером-каменотёсом В. П. Чернецовским в мастерских Воронежского отделения Художественного фонда Российской Федерации.
На нём выбита надпись:
Писательница Елизавета Митрофановна Милицына. 1869—1930. 
Ниже были выбиты слова писателя А. М. Горького из его письма к Е. М. Милицыной:
… умный и стойкий борец за возрождение нашей страны
В 2009 году (год А. В. Кольцова в Воронежской области, приуроченный к 200-летию рождения поэта) впервые после 1972 года был выполнен капитальный ремонт литературного некрополя, к этому времени заметно обветшавшего. В рамках ремонта отреставрировали памятники, установили новое ограждение некрополя, уложили новую плитку и разбили новый газон. Проект реконструкции был разработан ректором Воронежского государственного архитектурно-строительного университета И. Суровцевым и деканом архитектурного факультета А. Ениным. Отреставрированный некрополь был открыт 15 октября 2009 г.